# The X Factor
The X Factor ist ein weltweiter Musikwettbewerb-Fernsehshow-Franchise, der vom britischen Produzenten Simon Cowell und seiner Firma Syco ins Leben gerufen wurde. Die Show hat ihren Ursprung im Vereinigten Königreich (siehe The X Factor (Vereinigtes Königreich)), wo sie als Ersatz für Pop Idol (2001–2003) entwickelt und im Anschluss in verschiedenen Ländern adaptiert wurde. Das „X-Faktor“ im Titel bezieht sich dabei auf das unbekannte „gewisse Etwas“, das für Starqualität benötigt wird. Der Preis für den Gewinner ist in der Regel ein Plattenvertrag, zusätzlich zu der Bekanntheit, die die Auftritte in der Show für die Kandidaten generieren.

## Konzept
Erfunden und produziert wurde The X Factor von dem britischen Musik- und TV-Produzenten Simon Cowell. Die Ähnlichkeiten der Castingformate von Pop Idol und The X Factor wurden später gerichtlich in einem Rechtsstreit behandelt, den Cowell aber für sich entscheiden konnte.
Hauptunterschiede zum Pop-Idol-Format existieren neben einem anderen Corporate Design in der Möglichkeit der Wettbewerbsteilnahme für Kandidaten jenseits des abgeschlossenen 30. Lebensjahres und für (Gesangs-)Gruppen. Das Mindestalter beträgt 14 Jahre (in den ersten drei Staffeln 16). Die Kandidaten werden drei (ab der vierten Staffel vier) Teilnehmerkategorien (bis 24 Jahre, ab der vierten Staffel nach weiblichen und männlichen Kandidaten getrennt; ab 25 Jahren; Gruppen) zugeordnet. Jede Kategorie wird von einem der Jurymitglieder betreut.

## Export des Formats

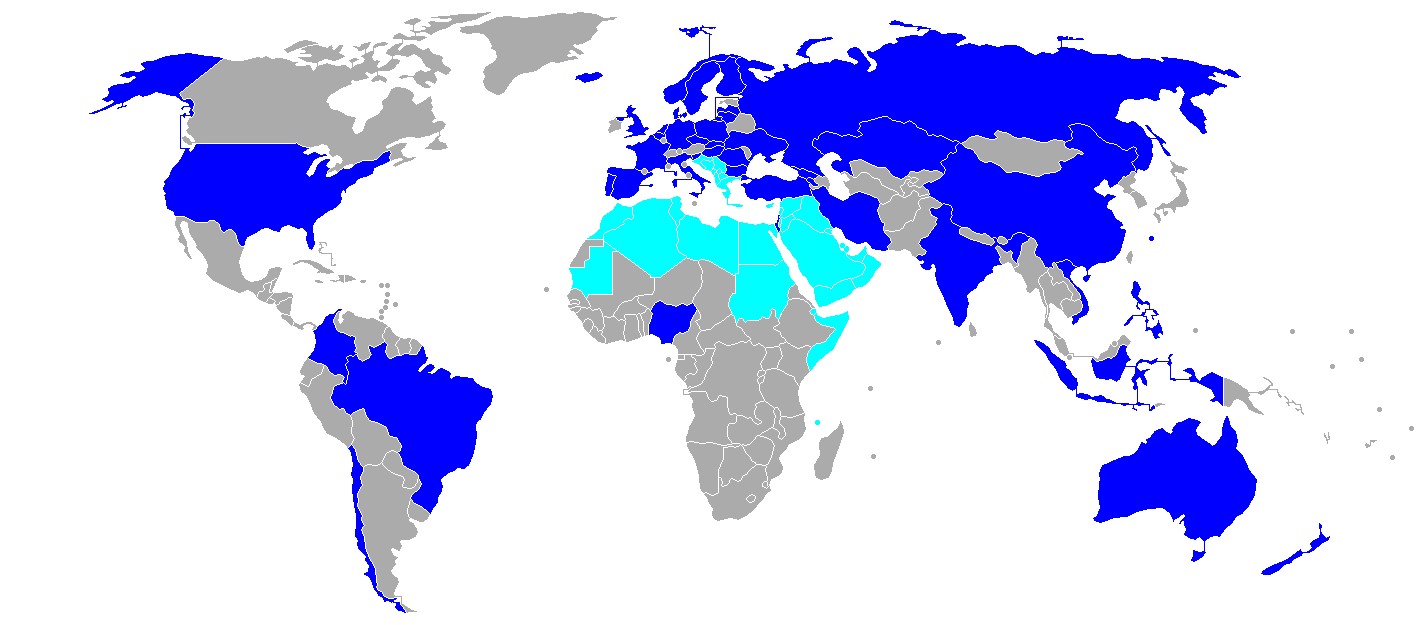
Länder mit einer Version von X Factor

Die Show wird und wurde unter anderem auch in Albanien, Australien, Bulgarien, Belgien, Dänemark, Griechenland, Island, Indien, Italien, Kolumbien, Niederlande, Polen, Rumänien, Russland, Spanien, Tschechien, Norwegen, Türkei, Kasachstan und Marokko sowie als X Faktor Adria mit Teilnehmern aus den früheren jugoslawischen Republiken Serbien, Kroatien, Bosnien und Herzegowina, Mazedonien und Montenegro produziert. 
2010 startete die Castingshow unter dem Titel X Factor in Deutschland. Präsentiert wurde das Format von VOX, wobei die ersten zwei Folgen auf RTL zu sehen waren. Die vierte Staffel aus dem Jahre 2018 wurde allerdings auf Sky 1 auf dem PayTv-Portal Sky Deutschland ausgestrahlt. Die Rechte an The X Factor wurden laut RTL-Unterhaltungschef Tom Sänger bereits 2006 von der Mediengruppe RTL Deutschland gekauft.
Nachdem Simon Cowell nach der neunten Staffel aus American Idol ausgestiegen war, brachte er die Show im Herbst 2011 in die USA.
Übersicht über die Show in verschiedenen Ländern (Auswahl):
- The X Factor (Australien)
- The X Factor (Vereinigtes Königreich)
- The X Factor (Vereinigte Staaten)
- X Factor (Deutschland)
- X Factor (Italien)
- X Factor Malta 2019, Vorentscheid zum Songcontest